# Draba demareei
Draba demareei là một loài thực vật có hoa trong họ Cải. Loài này được Wiggins mô tả khoa học đầu tiên năm 1933.